# Ей Ти енд Ти
„Ей Ти енд Ти“ (NYSE: T) е сред най-големите американски телекомуникационни компании и най-големите медийни конгломерати.
Тя е също измежду най-големите доставчици както на местна, така и на междуселищна телефонна връзка в САЩ, както и сред най-големите провайдъри на безжични услуги в САЩ (85,1 млн. абоната). Общият брой на клиентите на AT&T възлиза на повече от 150 млн. души. Към 2020 г. AT&T заема 9-о място в рейтинга на Fortune 500 на най-големите корпорации в САЩ с доход от 181 млрд. долара. Управлението на компанията се намира в Далас, щата Тексас.

## История
Компанията American Telephone and Telegraph (AT&T Corporation от 1885 г.) е наследник на Southwestern Bell Telephone Company, филиал на Bell Telephone Company създадена от Александър Греъм Бел през 1877 г. Bell Telephone Company и нейните наследници създават групата компании Bell System и стимулират нейното разрастване.
Дълго време Bell System е монополист на пазара на далечните и местни съобщения в САЩ. През 1983 и 1984 г. под натиска на Министерството на правосъдието на САЩ, в рамките на антитръстовия процес, бизнес-сегментът, занимаващ се с местната телефония, е отделен и AT&T съсредоточава усилията си върху далекосъобщителните услуги.
Една от отделените през 1984 г. компании получава наименованието Southwestern Bell Corporation. През 1995 г. тази компания сменя наименованието си на SBC Communications. През 2005 г. SBC, ставайки междувременно най-големият телекомуникационен холдинг в САЩ, купува за $16 млрд. самата AT&T, от която преди време се е отделила. При това името AT&T преминава към обединената компания.

### Сливания и поглъщания
През март 2006 г. AT&T договаря закупуването на компанията BellSouth за $67 млрд., в резултат на което е създадена най-голямата телекомуникационна компания в САЩ (тази покупка позволява на AT&T да изпревари предишния лидер – Verizon).
През март 2011 г. компанията успява да се договори за придобиване на компанията T-Mobile USA от Deutsche Telekom за $39 млрд., благодарение на което клиентската база на оператора би могла да достигне до 129 млн. абоната, изпреварвайки аналогичната на Verizon (102 млн. абоната). Вследствие обаче на активното противодействие на регулиращите комисии и конкурентите, сделката е провалена.
През юли 2015 г. AT&T придобива компанията DirecTV за $48,5 млрд.
През юни 2018 г. AT&T купува конгломерата Time Warner за $85 млрд., който притежава компаниите Time Inc., Warner Bros. Entertainment, Time Warner Cable, CNN, HBO, Turner Broadcasting System и The CW Television Network.
През май 2021 г. AT&T обявява, че отделя WarnerMedia, която ще се обедини с Discovery, Inc. срещу сумата $43 млрд. US$.

## Собственици и ръководство
Пазарната капитализация на компанията за 2010 г. е $111,95 млрд.
Към май 2021 г. председател на директорския борд на AT&T е Уилям Кенард, а Джон Станки е CEO.

## Дейност
Компанията предоставя услуги в областта на телефонията, далекосъобщенията, достъпа до Интернет, кабелната телевизия и др. Към началото на 2006 г. AT&T обслужва над 50 млн. телефонни линии.
Броят на персонала е 303,5 х. души. Приходите на компанията за 2010 г. възлизат на $124,28 млрд. (за 2009 г. – $122,51 млрд.), операционната печалба – $19,57 млрд. ($21 млрд.), чистата печалба – $20,18 млрд. ($12,44 млрд.).

### Продукция
Един от видовете дейност на компанията е било производството на автоматични телефонни централи, сред които високопроизводителните 4ESS и 5ESS.

## Благотворителност и спонсорство
AT&T е една от компаниите, осигуряващи работата на Американския институт по предприемачество.
Също така компанията е била спонсор на отбора от Формула 1 Williams. От началото на 2012 г. е спонсор на Red Bull Racing.